# Davide Toneatti
Davide Toneatti, né le 9 avril 2001 à Tolmezzo, est un coureur cycliste italien. Il pratique le cyclisme sur route, le cyclo-cross et le VTT.

## Biographie
Davide Toneatti commence sa carrière cycliste avec le cyclo-cross et le VTT cross-country. Dans ces disciplines, il monte sur le podium aux championnats nationaux chez les juniors (moins de 19 ans) et les espoirs (moins de 23 ans).
En janvier 2022, après être devenu champion d'Italie de cyclo-cross espoirs (moins de 23 ans), il remporte l'épreuve du relais mixte aux mondiaux de cyclo-cross, qui sert de compétition test. Dans le même temps, il rejoint pendant trois saisons l'équipe sur route Astana Qazaqstan Development, qui sert de réserve pour la formation World Tour Astana Qazaqstan. Durant cette première année, il se classe notamment troisième du Tour du Frioul-Vénétie Julienne. Lors de la saison de cyclo-cross 2022-2023, il est vice-champion d'Italie de cyclo-cross élites derrière Filippo Fontana et se classe quatrième du championnat d'Europe de cyclo-cross espoirs.
Lors de l'année 2024, il termine deuxième du Tour de Roumanie derrière son coéquipier Ilkhan Dostiyev. Ce dernier étant finalement déclassé pour dopage, Toneatti récupère la victoire. Il se classe également deuxième de la Belgrade-Banja Luka, où il gagne une étape, ainsi que dans le top 10 du  Tour du Frioul-Vénétie Julienne et du Tour de Vénétie.
En 2025, il passe professionnel au sein de l'équipe World Tour XDS Astana.

## Palmarès sur route

### Par années
- 2022
  - 3e du Tour du Frioul-Vénétie Julienne
- 2024
  - Classement général du Tour de Roumanie
  - 1re étape de la Belgrade-Banja Luka
  - 2e de la Belgrade-Banja Luka

### Classements mondiaux
| Année                                 | 2022  |
| ------------------------------------- | ----- |
| Classement mondial                    | 1429e |
| UCI Europe Tour                       | 970e  |
|                                       |       |
| Légende : nc = non classéSource : UCI |       |

## Palmarès en cyclo-cross
- 2017-2018
  - Gran Premio Luzinis juniors, Gorizia
  - 3e du championnat d'Italie de cyclo-cross juniors
- 2018-2019
  - International Cyclocross Selle SMP -10° Trof.Cop.ed.Brugherio82 juniors, Brugherio
  - Ciclocross del Ponte juniors, Trévise
  - Gran Premio Luzinis juniors, Gorizia
  - Gran Premio Città di Vittorio Veneto juniors, Vittorio Veneto
- 2019-2020
  - 2e du championnat d'Italie de cyclo-cross espoirs
- 2020-2021
  - 3e du championnat d'Italie de cyclo-cross espoirs
- 2021-2022
  -  Champion d'Italie de cyclo-cross espoirs
  - International Cyclocross Increa Brugherio, Brugherio
  - Internazionale CX San Colombano, San Colombano Certénoli
- 2022-2023
  - Trofeo Citta' di Firenze, Florence
  - Turin International Cyclocross, San Francesco al Campo
  - 2e du championnat d'Italie de cyclo-cross
  - 4e du championnat d'Europe de cyclo-cross espoirs
  - 7e de la Coupe du monde de cyclo-cross espoirs

## Palmarès en VTT
- 2019
  - 2e du championnat d'Italie de cross-country juniors